# Джуді (циклон)
Циклон «Джуді» (англ. Cyclone Judy) — потужний тропічний циклон, який вразив Вануату. Джуді був четвертим названим тропічним циклоном і другим сильним тропічним циклоном у сезоні тропічних циклонів південній частині Тихого океану 2022-23 років.

## Метеорологічна історія

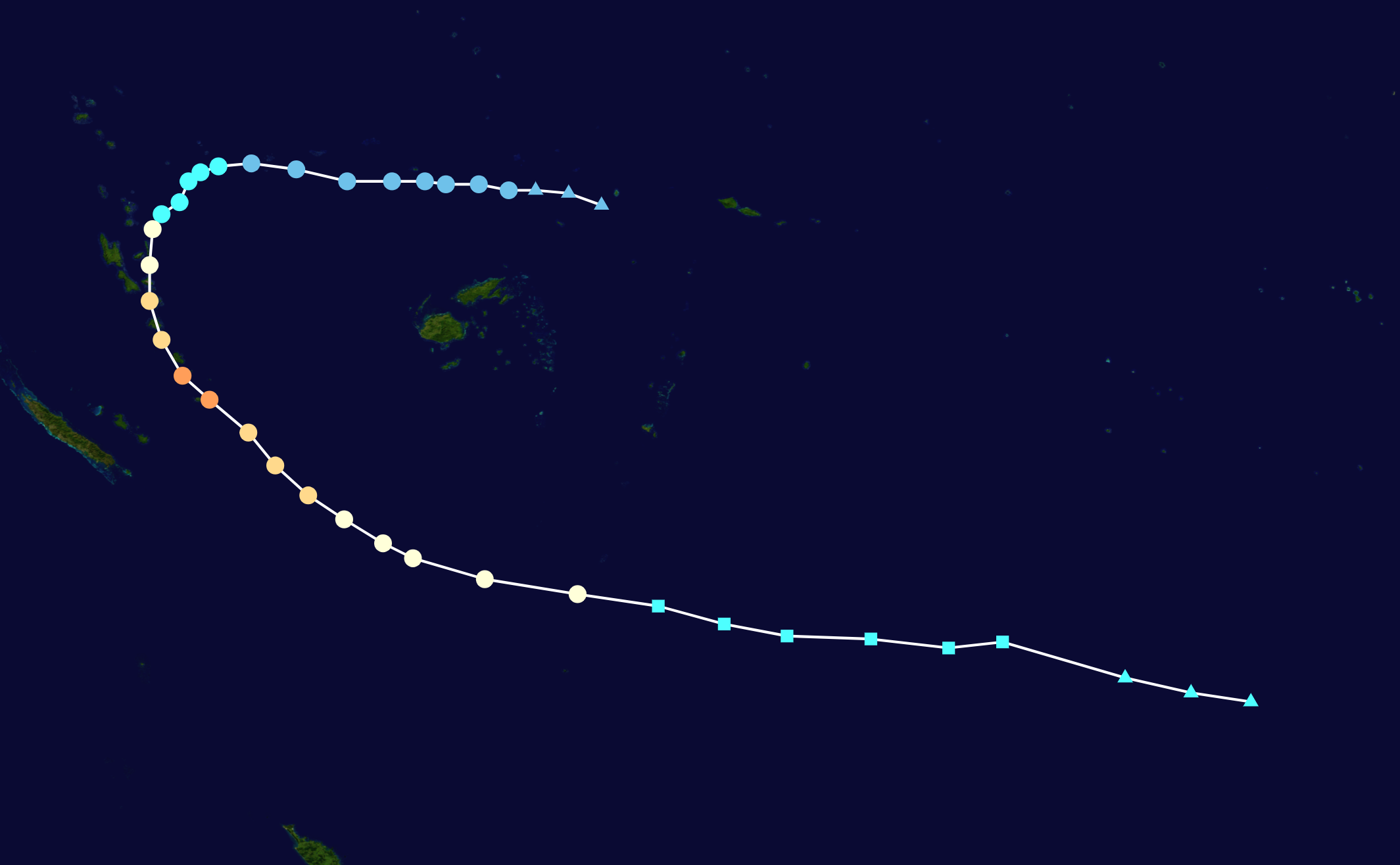
Карта шляху і інтенсивності Циклону Джуді

23 лютого Метеорологічна служба Фіджі (FMS) повідомила, що тропічне хвилювання 08F розвинулося приблизно в 130 км (80 милях) на південний-схід від Халало на Волліс та Футуна. На цій стадії збурення було погано організовано, оскільки циркуляція низького рівня системи була повністю відкритою, тоді як атмосферна конвекція наростала над північним і східним квадрантами циркуляції. Протягом наступних кількох днів система повільно просувалася на захід і поступово консолідувалася у сприятливих умовах середовища для тропічного циклогенезу з дуже високою температурою поверхні моря 29–30 °C (84–86 °F) та низьким зсувом вітру. Протягом 26 лютого, коли збурення продовжувало розвиватися Об'єднаний центр попередження про тайфуни (JTWC) видав системі попередження про утворення тропічного циклону, тоді як FMS повідомила, що 08F переріс у тропічну депресію. Приблизно о 12:00 UTC (00:00 UTC) 27 лютого JTWC класифікував западину як тропічний циклон 15P і розпочав попередження про це після того, як вони отримали зображення ASCAT- B, яке показало, що вітри зі швидкістю до 65 км/год (40 миль/год) відбувалися у східному квадранті системи. Приблизно в той же час FMS повідомила, що система перетворилася на тропічний циклон 1 категорії за шкалою інтенсивності австралійських тропічних циклонів і назвала його Джуді, хоча він був розташований приблизно в 650 км (405 миль) на північний-схід від Порт-Віла в острівна держава Вануату. Циклонна конвективна смуга з центральною щільною хмарністю (CDO), яку видно із супутникових зображень. О 09:00 UTC 28 лютого Джуді посилився до тропічного циклону 1  категорії за шкалою Саффіра-Сімпсона (SSHWS).
Джуді продовжив розвиватися через високу температуру поверхні моря 30 °C (86 °F), що призвело до того, що FMS підвищила його статус до тропічного циклону 2 категорії того ж дня, а потім підвищила його статус до 3 категорії сильного тропічного циклону 28 лютого. Продовжуючи швидко посилюватися Джуді посилився, ставши еквівалентом циклону 2 категорії. Приблизно о 22:00 UTC, Джуді вийшов на острів Ефате у Вануату зі швидкістю вітру 90–95 км/год (56–59 миль/год). Протягом 1 березня FMS згодом повідомила, що Джуді став сильним тропічним циклоном 4 категорії з 10-хвилинним вітром зі швидкістю 165 км/год (105 миль/год). Джуді посилився через 1-хвилинну стійку швидкість вітру195 км/год (120 миль/год), що еквівалентно тропічному циклону 3 категорії. FMS оцінила, що швидкість вітру досягла 175 км/год (110 миль/год) через низький зсув вітру та хороший відтік з верхнього рівня. Однак посилення зсуву вітру незабаром вплинуло на систему, і до 2 березня FMS повідомила, що швидкість вітру Джуді впала до 150 км/год (90 миль/год), ставши циклоном 3 категорії. У той же час JTWC знизив систему до 2 категорії.
Повернувшись на південний-схід, Джуді ще більше ослабла до тропічного циклону 1 категорії, оскільки несприятливе середовище, що складалося з охолодження поверхні моря та сильного зсуву вітру, порушило центральну конвекцію шторму. У той же час FMS передала відповідальність за попередження системи Метеорологічній службі Нової Зеландії, оскільки вона вийшла з їхньої зони відповідальності. О 06:00 UTC наступного дня Метеорологічна служба знизила статус Джуді до  2 категорії тропічного циклону. Через три години JTWC перекласифікував Джуді як субтропічну систему, зазначивши, що її центральна конвекція була сильно зрізана на південний-схід, частково оголивши її центр низької циркуляції. До 4 березня Джуді перейшов до позатратропічним циклоном штормової сили, через 12 годин його вітер послабився до штормової сили. Останній раз це було відмічено як мінімум через два дні, приблизно за 955 км (595 миль) на південь від Тубуаї, Французька Полінезія.

## Підготовка

### Соломонові острови
26 лютого метеорологічна служба Соломонових Островів почала випускати спеціальні метеорологічні бюлетені, в яких попереджалося, що Джуді як очікується, спричинить шквальний вітер, штормовий приплив, помірні або сильні хвилі та прибережні повені в південних частинах провінції Темоту протягом 12-24 годин. Вони також відзначили, що очікується сильний вітер 35–55 км/год (25–35 миль/год) сильний дощ та гроза в більшості провінцій. Після того, як Джуді було названо, SIMS видала попередження про тропічний циклон для провінції Темоту.

## Наслідки

### Соломонові Острови
Циклон Джуді вплинув на Соломонові Острови  сильні вітри та руйнівні хвилі кілька днів били по численних островах країни. Через вітер у Хоніарі були закриті школи та підприємства. Судно M/V Vatud Star сіло на мілину через шторм. Невеликий човен, який перевозив пасажирів по дорозі з Хоніари в Центральну провінцію, затонув через хвилі але всім їм вдалося врятуватися. Приливні хвилі спричинені штормом, зруйнували 12 будинків у Західній Хоніарі. Зв'язок з Латою був перерваний.

### Вануату
Сильний вітер, штормовий до ураганного вітру та проливні дощі обрушилися на Вануату. Повідомляється про пошкодження будівель, ліній електропередач та іншої інфраструктури по всій країні. Електропостачання та телекомунікації були порушені в Порт-Віла, внаслідок чого перший був відключений на два дні. Національна авіакомпанія Air Vanuatu призупинила рейси з Порт-Віла до Нумеа.

### Інші країни
28 лютого Метеорологічна служба Нової Зеландії відзначила ризик сильного вітру та великих хвиль для Нової Каледонії, оскільки циклон проходив на північний-схід від островів.